# 細彩短鯛
細彩短鯛（学名：Nanochromis minor）為輻鰭魚綱鱸形目隆頭魚亞目慈鯛科的其中一種，被IUCN列為易危保育類動物，分布於非洲剛果河下游流域，體長可達2.4公分，棲息在底層急流水域，生活習性不明。
其种加词“minor”意为“较小的”。